# Sylvie Maria Filion
Pour les articles homonymes, voir Lonergan.
Sylvie-Maria Filion est un écrivain canadien francophone née le 8 août 1970. Elle est originaire du Pontiac, bien qu'elle ait vécu la majeure partie de sa vie à Moonbeam, dans le Nord-Est ontarien. Elle est diplômée de l'Université de Hearst en Arts et Lettres. 

## Titres Publiés

### Roman
- 2009 : Mary Jane la tueuse, Éditions Prise de parole

### Récit poétique
- 1998 : Métapholies, Éditions Prise de parole
- 2002 : Le Musée des lèvres, Le Nordir
- 2004 : Les Bonbons des horreurs et Petite chose à genoux, Éditions du Vermillon
- 2008 : Mon temps d’éternité, Éditions Prise de parole, prix de poésie Le Droit
- 2009 : La Nébuleuse du Celte, Éditions du Vermillon, prix de poésie Le Droit
- 2010 : Mon temps d'éternité II,  Éditions Prise de parole